# فلسفة الزمن والمكان
فلسفة الزمن والمكان هي إحدى فروع الفلسفة والتي تهتم بالقضايا المحيطة بعلم الوجود ونظرية المعرفة وخصائص الزمن والمكان، وفي حين كانت هذه الأفكار مركزية في الفلسفة منذ نشأتها، فقد كانت فلسفة المكان والزمن مصدر إلهام وجانبا أساسيا في الفلسفة التحليلية المبكرة.
يركز هذا الموضوع على عدد من القضايا الأساسية، بما في ذلك ما إذا كان الزمن والمكان موجودان بشكل مستقل عن العقل، وما إذا كانا موجودان بشكل مستقل عن بعضهما البعض، وما المسئول عن حركة الوقت في إتجاه واحد، وماذا لو كانت هناك أوقات أخرى موجودة غير اللحظة الراهنة، وأسئلة أخرى حول طبيعة الهوية (بصفة خاصة طبيعة هوية مرور الوقت).

## وجهات النظر القديمة وفي القرون الوسطى
لقد تم تسجيل أول شرح للفلسفة الغربية للزمن والمكان من قبل المفكر المصري القديم بتاح حتب (2650 -2600 ق.م) وهو الذي قال «لا تقلل من وقت الرغبة التالية فإن تضييع الوقت عمل بغيض للروح».
الفيدا وهي النصوص الأولى في الفلسفة الهندية والفلسفة الهندوسية والتي يعود تاريخها إلى أواخر الألفية الثانية قبل الميلاد تصف علم الكونيات الهندوسي القديم وفيه يمر العالم خلال دورات متكررة من الخلق والتدمير والبعث وتستغرق الدورة الواحدة حوالي 4,320,000 سنة.
الفلاسفة اليونانيين القدماء بمن فيهم بارمنيدس وهيراقليطس كتبوا أيضا مقالات عن طبيعة الزمن.
الأنكا يعتبرون أن الزمن والمكان مفهوم واحد ويطلقون عليه اسم باشا (Pacha).

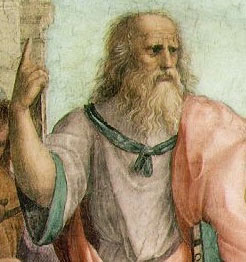
أفلاطون

أفلاطون في تيماوس عرف الوقت على أنه الفترة اللازمة لحركة الأجرام السماوية، والمكان هو الحيز الذي تكون فيه الأشياء.
أرسطو في الكتاب الرابع من فيزياء أرسطو، عرف الوقت بأنه عدد من التغيرات مع الأخذ في الاعتبار الحالة قبل وبعد تلك التغيرات.
وفى الكتاب الحادي عشر من اعترافات القديس أوغسطين، تأمل في طبيعة الزمن متسائلا:«ما هو الزمن إذن؟ إذا لم يسألني أحد فأنا أعلم، وإذا رغبت أن أشرحه لسائل ما، فأنا لا أعلم» إنه لغنى عن التعليق على صعوبة التفكير في الوقت، لافتا النظر إلى عدم دقة التعبير الشائع «لو كان بضعة أشياء نتحدث عنها بشكل صحيح، فمعظم الأشياء التي نتحدث عنها بشكل غير صحيح لا تزال هي الأشياء التي ننوى فهمها».
ولكن أوغسطين قدم الحجة الفلسفية الأولى حول حقيقة الخلق ضد أرسطو في سياق مناقشته حول الزمن، قائلا أن معرفة الوقت تعتمد على المعرفة من حركة الأشياء، وبالتالي الوقت لا يمكن أن يكون حيث لا توجد مخلوقات لقياس مروره.(اعترافات الكتاب الحادي عشر ¶30، مدينة الله الكتاب الحادي عشر).
وعلى النقيض من الفلاسفة اليونانيين القدماء الذين يعتقدون أن الكون له ماضي لا حصر له وبلا بداية، فالفلاسفة في العصور الوسطى وعلماء الدين طوروا مفهوم أن الكون له ماضي محدود وله بداية. الفيلسوف المسيحي يوحنا النحوي قدم الحجج المبكرة، والتي تم تبنيها بعد ذلك بواسطة الفلاسفة المسيحيين وعلماء الدين في عبارة «الحجة على استحالة وجود اللانهائية الحقيقية». والتي تنص على:
«لا يمكن أن توجد لانهائية فعلية».
في بدايات القرن الحادى عشر ناقش الفيزيائي المسلم الحسن ابن الهيثم التصور الفضائي وآثاره المعرفية في كتابه (البصريات 1021)، وقال أنه يرفض أيضا بعض تعريفات أرسطو (الكتاب الرابع في الفيزياء) عن طريق المظاهرات الهندسية ووضع تعريفا للمكان أنه امتداد إحداثي رياضي.
أدى البرهان التجريبي لنموذج الولوج للرؤية إلى تغييرات في فهم الإدراك البصري للفضاء، خلافا للنظرية المنبعثة السابقة عن الرؤية والتي دعمها كل من اقليدس وبطليموس والتي تنص على ربط الإدراك البصري للفضاء بتجربة جسدية مسبقة. رفض الحسن بشكل قاطع بداهة الإدراك المكاني وبالتالي استقلالية الرؤية، وبدون أفكار ملموسة عن المسافة وحجم الارتباط يمكن للبصر أن يخبرنا شيئا عن هذه الأمور.

## الواقعية واللاواقعية
الموقف الواقعي التقليدي في علم الوجود هو أن الزمن والمكان موجودان بمعزل عن العقل البشري، على النقيض من ذلك فإن المثاليين ينكرون أو يشكون في وجود أشياء مستقلة عن العقل، وبعض مناهضي الواقعية موقفهم من علم الوجود هو أن بعض الأشياء توجد خارج العقل ولكن مع ذلك يشكون في استقلالية الزمن والمكان.

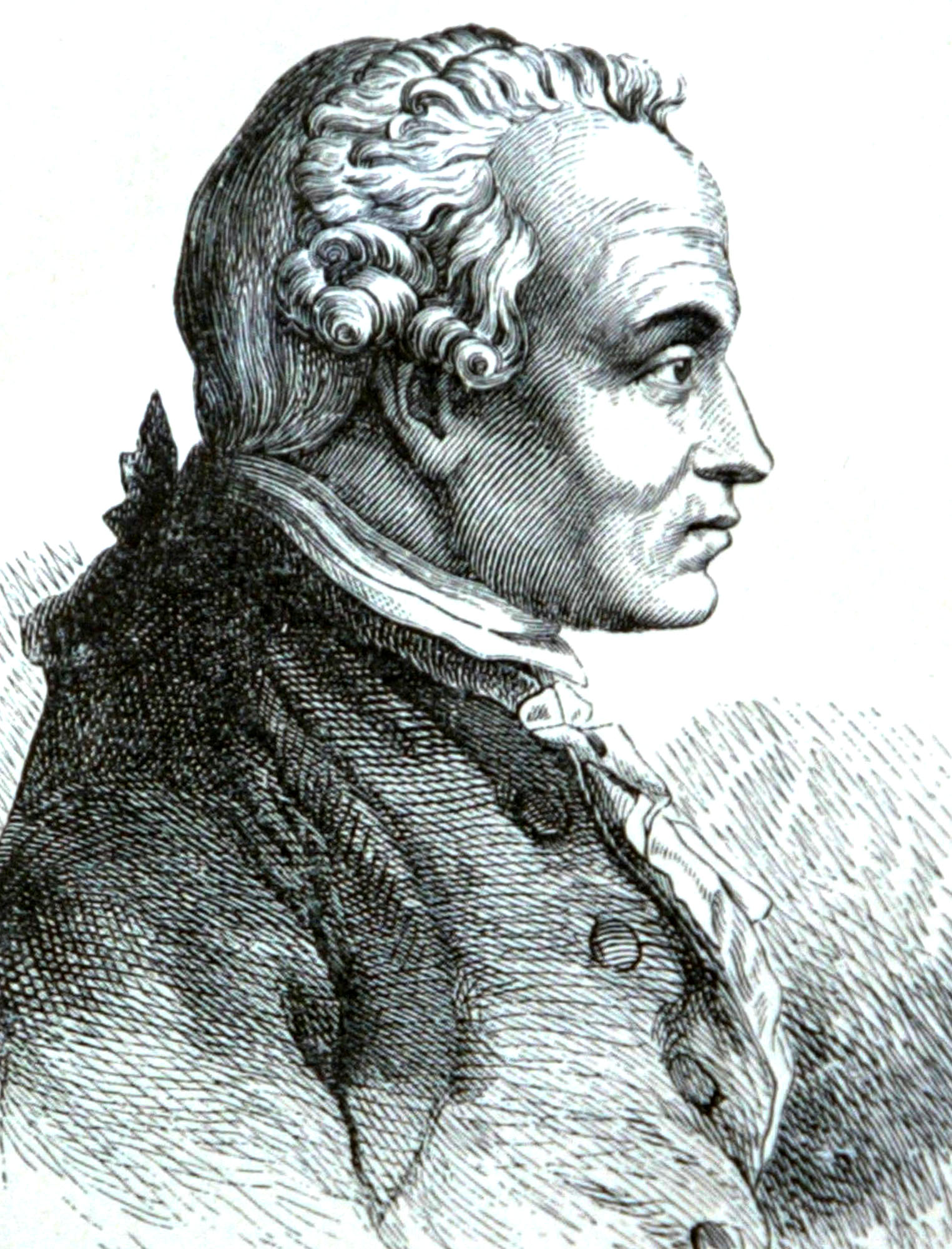
ايمانويل كانط

في عام 1781 , نشر (ايمانويل كانط) في نقد العقل الخالص واحد من أكثر الأعمال تأثيرا في تاريخ فلسفة الزمن والمكان، يصف الوقت باعتباره فكره بديهية جنبا إلى جنب مع غيرها من الأفكار المسبقة مثل الفضاء، مما يتيح لنا ان نفهم معنى الخبرة. وينفي كانط أن الزمن والمكان مواد أو كيانات في حد ذاتها أو يمكن فهمهم بواسطة الخبرة. وأضاف أنهما في الواقع عناصر في الشبكة المنهجية التي نستخدمها لهيلكة تجاربنا.
وتستخدم القياسات المساحية لتحديد تباعد الأشياء والكائنات، بينما تستخدم القياسات الزمنية للمقارنة الكمية بين الفترة أو المدة بين الأحداث، فبالرغم من أن المكان والزمن تعد قيم مثالية عليا في مفهومنا، إلا أنها موجودة أيضا في الحقيقة وليست مجرد أوهام.
ناقش الكتاب المثاليون مثل ام اى جى وتاجارت فكرة أن الزمن ليس إلا وهم.

## المطلق والنسبي

### ليبينز ونيوتن

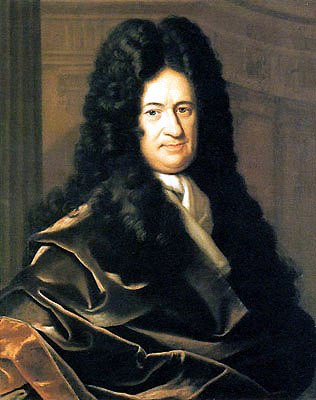
ليبينز

بدأ الجدال الكبير حول تعريف الزمن والمكان كعناصر حقيقية في ذاتها (المطلق) أو عناصر تعتمد على غيرها (نسبى) بين إسحاق نيوتن (من خلال متحدثه الرسمي كلارك صامويل) وليبينز في أوراق المراسلات بين كلارك وليبينز.
بالجدال ضد كونهما حقائق مطلقة، قدم ليبينز عددا من التجارب الفكرية بهدف إظهار أن هناك تناقض في افتراض وجود حقائق مثل الموقع المطلق والسرعة.
هذه الجدالات تقوم بشكل أساسي على اثنين من المبادئ الأساسية لفلسفته: وهي مبدأ السبب الكافى واحد المبادئ المهمة الأخرى. مبدأ السبب الكافى يقر أن لكل حقيقة سبب كافى لشرح ماذا ولماذا هي بهذه الصورة وليست بصورة أخرى بينما المبدأ الآخر يقر أنه إذا لم تكن هناك طريقة للتعبير عن كيانين على حدة، اذن فهما كيان واحد.
المثال الذي استخدمه ليبينز ينطوى على عالمين مقترحين، الفرق الواضح والوحيد بينهما هو ان هذا الأخير تم وضعه على بعد خمسة اقدام إلى يسار الأول. لا يكون هذا المثال ممكنا الا إذا كان هناك شئ موجود مثل الفراغ المطلق وهذا الوضع وعلى الرغم من ذلك، ليس ممكنا وفقا لليبينز. لانه إذا كان كذلك فان موقف الكون في الفضاء المطلق ليس لديه أي سبب كافى حيث يمكن أن يكون في أي مكان آخر. وبالتالى فانه يتناقض مع مبدأ السبب الكافى كما يمكن أن يوجد عالمين مميزين وبكل الطرق لا يمكن التفرقة بينهما وهذا أيضا يتنافى مع مبادئ فلسفة ليبينز.
وأما عن رد كلارك (ونيوتن) على ليبينز فقد استشهد بحجة الدلو: هناك ماء في دلو يتدلى من حبل ومن المفترض أن يدور، سنبدأ مع سطح مستوى وعندما يبدأ الدلو بالدوران يتقعر سطح الماء، وعندما يتوقف الدلو عن الدوران يستمر الماء بالدوران في الدلو ويبقى سطحه متقعرا.
لا يمكننا القول ان تقعر سطح الماء هو نتيجة التفاعل بين الماء والدلو لانه في بداية الدوران كان السطح مستويا، لقد أصبح السطح مقعرا منذ بدأ الدلو بالدوران وبقى مقعرا بالرغم من توقف الدلو.
في هذا الرد يناقش كلارك ضرورة وجود الفضاء المطلق لحساب الظواهر مثل الدوران والتسارع التي لا يمكن حسابها بحساب نسبى بحت. ويناقش كلارك أيضا أنه منذ تقعر سطح الماء في الدلو الذي يدور وكذلك الدلو الثابت وبه ماء يدور، امكن توضيح ان الماء يدور بالنسبة إلى شئ ثالث ثابت وهو الفضاء المطلق.